# Möhnetal-Radweg
De Möhnetal-Radweg (Möhnedalfietsroute) is een langeafstandsfietsroute in Duitsland. De route volgt de Möhne van de bron op de hoogvlakte van Brilon door het Sauerland tot de monding in de Ruhr nabij Neheim-Hüsten. De route komt onderweg langs de Möhnesee. Het traject is bewegwijzerd in twee richtingen.

## Aansluitingen met andere routes
- In Neheim-Hüsten kan worden aangesloten op de Ruhrtalradweg.
- Op elk willekeurig punt kan gebruik worden gemaakt van het fietsroutenetwerk ter plaatse.